# Kälbling und Umgebung
Das Landschaftsschutzgebiet Kälbling und Umgebung ist ein mit Verordnung der Unteren Naturschutzbehörde beim Landratsamt Ludwigsburg vom 22. August 1988 ausgewiesenes Landschaftsschutzgebiet (LSG-Nummer 1.18.053).

## Lage und Beschreibung
Das 592 Hektar große Gebiet liegt zwischen Mundelsheim und Großbottwar und gehört naturräumlich zum Neckarbecken.
Es handelt sich um eine vielgestaltige Kulturlandschaft mit überwiegend Waldanteil. Neben dem Wald finden sich Obstbaumbestände und Weinberge in dem Gebiet. Das Gebiet bildet einen zusammenhängenden Erholungsraum.

## Schutzzweck
Schutzzweck ist gemäß Schutzgebietsverordnung die Erhaltung und Sicherung des ursprünglichen Charakters einer vielgestaltigen Kulturlandschaft in ihrer Funktion für den Naturhaushalt, als Lebensraum der heimischen Tier- und Pflanzenwelt, insbesondere auch als deren genetisches Reservoir und als größerer, zusammenhängender Erholungsraum mit überwiegend Waldanteil sowie als Naherholungsraum. Das Landschaftsschutzgebiet soll vor störenden und beeinträchtigenden Veränderungen bewahrt werden, wie dies z. B. durch die Errichtung weiterer Kleinbauten etc. und Einfriedigungen der Fall wäre. Die Obstbaumbestände des Schutzgebietes sind als landschaftlich und ökologisch wertvolle Landschaftsbestandteile besonders schutzwürdig.